# Operation Earnest Voice
Operation Earnest Voice (algo como "Operação Voz Sincera", em português) é uma campanha de astroturfing do governo dos Estados Unidos. A iniciativa tem o objetivo de utilizar sockpuppets para disseminar propaganda pró-americana em sites de redes sociais localizados fora dos EUA, a fim de "combater propagandas e ideologias extremistas e garantir que vozes confiáveis na região do Oriente Médio sejam ouvidas".  De acordo com o Comando Central dos Estados Unidos (CENTCOM), que cobre as regiões do Oriente Médio, Norte da África e da Ásia Central, as redes com sede nos EUA, Facebook e Twitter, não são alvos do programa, porque as leis americanas proíbem que suas agências estatais difundam propaganda entre os seus cidadãos, conforme o projeto de lei Smith-Mundt Modernization Act de 2012. Contudo, Isaac R. Porche, um pesquisador da RAND Corporation, afirma que não seria fácil excluir o público norte-americano quando se trata de comunicações via Internet.

## Detalhes do programa
O governo dos EUA assinou um contrato de US$ 2.8 milhões com a empresa de segurança Ntrepid para desenvolver um software especializado, permitindo aos agentes do governo postarem propaganda em "websites de língua estrangeira".
As principais características do software, assim estabelecidas no seu pedido de desenvolvimento, são:
- 50 licenças de usuário com a função de "operador", 10 sockpuppets controláveis por cada usuário.
- Os sockpuppets devem ser "repletos de fatos antecedentes, história, detalhes e presenças virtuais que sejam técnica, cultural e geograficamente consistentes". Eles "precisam parecer que se originam de qualquer parte do mundo."
- Uma VPN especial segura que possibilite que sockpuppets pareçam estar postando a partir de "endereços IP selecionados aleatoriamente", com o intuito de "esconder a existência da operação".
- 50 endereços IP estáticos que permitem às agências do governo "gerenciarem os seus personagens virtuais", mantendo as identidades de organizações governamentais e empresariais protegidas, possibilitando que diferentes agentes do estado utilizem o mesmo sockpuppet e possam facilmente alternar entre os vários perfis para "dar a aparência de que são usuários comuns e não uma organização."
- 9 servidores privados "localizados na área geográfica de operações na qual o cliente esteja operando, fazendo parecer que o personagem virtual se origina daquela região." Esses servidores devem usar centros de hospedagem comercial pelo mundo.
- Ambientes de máquina virtual, que são deletados após o término de cada sessão, a fim de se evitar que haja interação com "qualquer vírus, worm ou software malicioso."